# Thomas Strauß
Thomas Strauß (* 15. Dezember 1953 in Berlin) ist ein ehemaliger deutscher Ruderer, der für die Bundesrepublik Deutschland antrat.
Der Ruderer vom Ruderklub am Wannsee war im Vierer mit Steuermann Vierter bei den Junioren-Weltmeisterschaften 1971 geworden. 1975 belegte er mit dem Vierer ohne Steuermann den zweiten Platz bei den Internationalen Deutschen Meisterschaften. Bei den Ruder-Weltmeisterschaften 1975 in Nottingham erreichte Strauß mit dem deutschen Achter den siebten Platz. 1976 bildete er zusammen mit dem Lingener Peter van Roye einen Zweier ohne Steuermann. Er gewann mit dem Zweier ohne Steuermann die Internationale Deutsche Meisterschaft 1976. Bei den Olympischen Spielen in Montreal erreichte das Boot den dritten Platz hinter den Booten aus der DDR mit Bernd und Jörg Landvoigt und den USA mit Calvin Coffey und Mike Staines.
Für diesen Erfolg erhielt er am 14. Oktober 1976 das Silberne Lorbeerblatt.
Thomas Strauß ist verheiratet. Er hat drei Kinder und lebt in Oldenburg. Er arbeitet als Dipl.-Psychologe, Psychotherapeut, Supervisor und Unternehmensberater in Nordwestdeutschland.